# Jean-Marie Alméras
Jean-Marie Alméras (ur. 13 września 1943 roku w Montpellier) – francuski kierowca wyścigowy.

## Kariera
Alméras rozpoczął karierę w międzynarodowych wyścigach samochodowych w 1980 roku od startów w klasie World Challenge for Endurance Drivers, gdzie jednak nie zdobywał punktów. W późniejszych latach Francuz pojawiał się także w stawce World Championship for Drivers and Makes, FIA World Endurance Championship, French Touring Car Championship, 24-godzinnego wyścigu Le Mans, Sportscar World Championship, Global GT Championship oraz French GT Championship.